# Чонг Кара
Чонг Кара е село в Сухски район на Ферганска област, Узбекистан.
Землището на селото е узбекски ексклав, ограден от територията на Киргизстан. Населението се занимава главно с животновъдство.
Ексклавът Чонг Кара често е обект на дипломатически спорове между Узбекистан и Киргизстан особено след 1999 г., когато на територията му нахлуват ислямистки бунтовници. Поради това границите на ексклава са минирани от узбекска страна, което води до смъртни случаи сред цивилното население.